# Setena temporada de Supernatural
Aquesta és una llista d'episodis de la setena temporada de la sèrie Supernatural. La sèrie va ser renovada per a una setena temporada el 26 d'abril de 2011. Aquesta va començar el 23 de setembre de 2011 i va finalitzar el 18 de maig de 2012 i està composta per 23 episodis

## Argument
Després de declarar-se a si mateix Déu, Castiel surt per jutjar i sancionar a tots els malfactors del món, atraient l'atenció dels mitjans. No obstant això, aviat descobreix que, entre les ànimes que va absorbir del Purgatori, es trobaven poderoses i fosques entitats. Penedit per les seves accions, els permet a Sam i Dean ajudar-lo a tornar les ànimes al Purgatori, però no aconsegueixen fer tornar als Leviatans, que controlen a Castiel, assassinant-lo posteriorment. Dispersant-se a través d'una planta d'aigua, els leviatans clonen a diversos humans després de matar-los, i alçant-se entre ells es posiciona el seu líder, Dick Roman.
Dick assassina a Bobby disparant-li al cap, la qual cosa produeix una obsessió en el Dean que no descansarà fins a trobar el seu centre d'operacions, en el qual treballen per guarir diverses malalties greus. Un leviatà afirma que només es troben aquí per ajudar. No obstant, l'esperit de Bobby -que va intentar infructuosament comunicar-se amb els nois en diverses oportunitats- els revela que ho estan fent amb l'únic propòsit de convertir a la Humanitat en la font d'aliment perfecta.
Un reaparegut i redimit Castiel els ajudarà en la seva missió, utilitzant per a això "l'os d'un just mortal banyat en la sang de tres caiguts". Finalment, Dean i Castiel assassinen a Dick, però són arrossegats al costat d'ell al Purgatori, mentre Sam ha de fer front sol a Crowley, qui planeja fer-se amb tot el poder ara que els Leviatans restants estan desorganitzats i el caos encara impera en el Cel.

## Personatges principals
- Jared Padalecki comSam Winchester
- Jensen Ackles com Dean Winchester

## Personatges Recurrents
- Jim Beaver com Bobby Singer (12 episodis)
- Misha Collins com Castiel (5 episodis)
- James Patrick Stuart com Dick Roman (6 episodis)
- Cameron Bancroft com a Dr. Gaines (3 episodis)
- Benito Martínez com Edgar (5 episodis)
- Mark Sheppard com Crowley (5 episodis)
- Mark Pellegrino com Llucifer (4 episodis)
- Kim Rhode com a Xèrif Jody Mills (3 episodis)
- osric Chau com Kevin Tran (3 episodis)
- Rachel Miner com Meg (3 episodis)

## Llista d'episodis
| # | Títol Original                                                                                | Emissió Original       | Audiència                  | Entitat Sobrenatural                                |
| --- | --------------------------------------------------------------------------------------------- | ---------------------- | -------------------------- | --------------------------------------------------- |
| 127 (7.1) | "Meet the new Boss"(Coneix al nou Cap)                                                        | 23 de setembre de 2011 | 2.01 milions d'espectadors | El nou Déu / Leviatanes / Ángeles / Mort / Llucifer |
| Castiel no mata a Sam, Dean i Bobby, però els adverteix que no interfereixin en els seus assumptes. Assumint el seu nou paper com a Déu, Castiel es disposa a corregir alguns mals del món. Dean decideix que han d'obligar a la Mort a detenir a Castiel, però l'ex-àngel va un pas per davant d'ells, deixant que Dean s'enfronti a una Mort molt enfadada. Mentrestant, Sam lluita amb la caiguda del mur en el seu cap. Quan comença la temporada 7 ens trobem a un molt diferent Sam, que no està bevent sang, i té la seva ànima, però els seus records terribles de l'infern estan distorsionant la seva realitat. Com sempre, la major preocupació de Dean és el seu germà però les conseqüències de la seva missió podrien ser terribles. Dean crida a la Mort (Julian Richings) per detenir a Castiel –després de tot, Mort tenia el poder per recuperar l'ànima de Sam quan ningú més podia– però quan els plans surten malament, Mort s'allibera de les cadenes que li havien posat. No obstant això, abans d'anar-se'n explica que generarà un nou eclipsi que hauran d'utilitzar perquè Castiel torni les ànimes al purgatori. Quan s'aconsegueix això, Castiel torna a trobar-se malament, ja que precisament els Leviatans no han tornat al Purgatori i l'estan destrossant per dins, apoderant-se finalment del seu cos. |                                                                                               |                        |                            |                                                     |
| 128 (7.2) | "Hello Cruel World"(Hola, Món Cruel)                                                          | 30 de setembre de 2011 | 1.80 milions d'espectadors | Leviatanes / Llucifer                               |
| Després d'allunyar a Dean i Bobby, el Leviatan comença a sagnar, semblant estar mort. Dean s'adona que les bèsties no poden estar en el cos de Castiel sense destruir-lo. Com a resultat, els Leviatans es dispersen en la planta d'aigua local. Posseint a diferents persones i establint una base a l'Hospital Sioux Falls General per mantenir un proveïment de menjar. Mentre que Sam, Bobby i Dean intenten descobrir on es troben els Leviatans, Sam continua sent torturat per visions de Llucifer, lentament creient que el món que ell veu no és una realitat veritable. Això finalment porta a Sam a conduir-se a si mateix en el que hauria pogut ser un suïcidi, finalment és salvat per Dean. Tenint les visions sota control, els germans es dirigeixen a casa de Bobby. Bobby, mentrestant, estava investigant l'Hospital Sioux Falls General per la trucada de la Xèrif Jody Mills, i descobreix que els leviatans estan a l'hospital. Quan els germans arriben a la casa de Bobby, la troben incendiada, i són enfrontats per un Leviatan, que posseeix a un home anomenat Edgar. Encara que els germans se les arreglen per matar a Edgar, la cama de Dean es trenca, i Sam és severament ferit. Mentre són conduïts en una ambulància, tots dos germans reben un xoc: Sam encara segueix veient a Llucifer i Dean descobreix que l'ambulància els porta a l'Hospital Sioux Falls General. |                                                                                               |                        |                            |                                                     |
| 129 (7.3) | "The Girl to Next door"(La Noia del Costat)                                                   | 7 d'octubre de 2011    | 1.64 milions d'espectadors | Kitsune                                             |
| Després de ser trets de l'Hospital Sioux Falls General per Bobby, Dean i Sam s'uneixen a ell i romanen en baix perfil mentre que Dean té una cama trencada. En aquest temps, Sam encara segueix sofrint al·lucinacions, però les ha deixat quietes. Mentre compra menjar, Sam descobreix el retorn d'un nou assassí serial i marxa del poble per trobar-lo. La veritat, l'assassí és un Kitsune, un monstre que treu la hipòfisi en el cervell com a nutrició. Sam finalment segueix al monstre i es troba amb una vella amiga, Amy, de qui anys enrere ell va estar enamorat mentre caçava a la mare de Amy. Quan Sam enfronta a Amy per les morts, ella revela que té un fill, i que necessitava carn fresca per sobreviure a causa d'una malaltia per estar alimentant-se amb cossos mort. Com Amy havia ajudat a protegir i defensar a Sam, fins i tot assassinat a la seva pròpia mare, Sam la deixa anar. Dean se les arregla per trobar a Sam i saber la veritat de la seva desaparició, i li diu que trobi a Amy i l'assassini. Sam es nega, i li diu a Dean que l'ha estat tractant com una granada a punt d'explotar, i li diu que ell està aguantant les al·lucinacions. Dean es posa d'acord amb deixar de molestar-lo, però després segueix i assassina a Amy enfront del seu fill, dient que no importa quants canvis passi una persona, encara és la mateixa persona. Els Leviatans han format un grup per atrapar als germans, usant els seus àlies per atrapar-los. |                                                                                               |                        |                            |                                                     |
| 130 (7.4) | "Defending Your Life"(Defensant La teva Vida)(a Espanya: El Cel Pròximament)                  | 14 d'octubre de 2011   | 1.76 milions d'espectadors | Osiris / Fantasmes                                  |
| Mentre investiguen una sèrie d'assassinats, Dean i Sam descobreixen que el déu egipci Osiris és responsable dels assassinats. Un Déu que jutja als homes comparant el pes de la seva culpa en relació al d'una ploma, Osiris està col·locant a diferents persones en judici per qualsevol error que han comès en el passat i després els condemna a través d'esperits venjatius vinculats al seu crim. Després de percebre la culpa que sent Dean, Osiris el posa a judici. Sam, que estava buscant al seu germà, es converteix en el seu advocat. Sam i Dean estan sorpresos quan Osiris crida a un testimoni, algú que mai van pensar que anaven a veure de nou: Jo. Jo, no obstant això, intenta assegurar que Dean no va tenir res a veure amb la seva mort. El segon testimoni de Osiris és Sam, qui després de testificar, intenta convèncer a Osiris que Dean no va tenir res a veure amb com la seva vida va canviar. Sam després crida a Dean a l'estrada, i Osiris li fa una pregunta: si desitja cridar a l'últim testimoni o deixar que digui el seu veredicte. Dean tria escoltar el veredicte, deixant a Sam sorprès, ja que no sap qui és el seu últim testimoni. Osiris condemna a mort a Dean i el deixa anar perquè posi les seves coses en ordre. Després, converteix a Jo en un esperit venjatiu i l'obliga a tractar d'assassinar Dean. No obstant això, abans que aconsegueixi el seu objectiu, Sam apunyala a Osiris amb una banya de carner, salvant a Dean. L'episodi acaba amb Sam dient-li a Dean que ell ha fet moltes coses dolentes, però que ha pagat el seu preu al anar a l'Infern, i que, per tant, no sent més culpa. |                                                                                               |                        |                            |                                                     |
| 131 (7.5) | "Shut Up, Dr. Phil"(Calli, Doctor Phil)                                                       | 21 d'octubre de 2011   | 1.68 milions d'espectadors | Bruixotes / Leviatanes                              |
| Sam i Dean descobreixen casos de persones que tenen horribles morts en un petit poble. Diverses de les escenes dels crims, contenen monedes antigues de Romania. Els germans descobreixen que cada víctima estava connectada amb Donald Stark (James Marsters), un ric empresari, i el pilar de la comunitat. Mentre Donald assegura que el tracte de negocis que ell i les víctimes tenien, no va tenir res a veure amb les seves morts, Sam busca a la casa i descobreix que l'esposa de Donald, Maggie (Charisma Carpenter) és una bruixa poderosa que actualment s'està separant de Donald. En el procés, Maggie està assassinant a gent connectada amb Donald per, pel que sembla, 'ajudar' a amagar una aventura d'aquest amb una de les seves futures víctimes. Anant a casa de Maggie, Sam i Dean descobreixen que la recepcionista de Donald és la següent en perill, i se les arreglen per salvar-la abans que la maledicció de Maggie l'assassini. No obstant això, es revela que Donald també és un bruixot, ja que usa els seus poders per destruir les seves obres i decapitar a la seva millor amiga. Quan Sam i Dean s'adonen d'això, esperen al fet que els dos estiguin a la casa de Donald, després intenten assassinar-los usant un encanteri amb potes de pollastre. L'encanteri falla per la mala qualitat del pollastre, i Sam suggereix parlar amb ells del seu matrimoni per prevenir ser assassinats. Encara que se les arreglen perquè la parella torni, són colpejats per semblar que estan de l'altre costat, fins que Dean pot dir que Donald mai va tractar de tenir una relació amb la seva recepcionista. Els dos bruixots es reconcilien, i Sam i Dean poden escapar. A l'hotel, Sam i Dean són enfrontats per un dels Leviatans, qui està inconscient per un encanteri de Donald, que ha passat per salvar les seves vides (inicialment) de les monedes maleïdes de Maggie. Sam i Dean porten el Leviatan a Bobby, per determinar com és la forma per derrotar els nous monstres. |                                                                                               |                        |                            |                                                     |
| 132 (7.6) | "Slash Fiction"(Ficció slash)                                                                 | 28 d'octubre de 2011   | 1.75 milions d'espectadors | Leviatanes                                          |
| Sam i Dean, es troben una vegada més en la llista dels “més Buscats” pel FBI en l'instant en què dos Leviatans clonen als germans i es dirigeixen a cometre múltiples assassinats. La cerca dels germans delinqüents és un assumpte a nivell nacional, per la qual cosa Sam i Dean requereixen deixar el seu Impala ocult a l'hora que Bobby els envia amb Frank Deveraux (estel convidat Kevin R. McNally), un peculiar expert en vigilància, per ajudar-los. Mentrestant, Bobby continua buscant una manera de matar als Leviatanes, o almenys retardar-los, perquè els Winchester reals puguin detenir als seus bessons malvats. |                                                                                               |                        |                            |                                                     |
| 133 (7.7) | "The Mentalists"(Els Mentalistes)                                                             | 4 de novembre de 2011  | 1.52 milions d'espectadors | Fantasmes / Bruixotes                               |
| Sam i Dean investiguen els horribles assassinats de médiums residents a Lily Dale, la ciutat amb major concentració de ”psíquics” a Amèrica. Els nois descobreixen que un esperit enfadat està matant als psíquics d'un en un, excepte que en una ciutat plena de persones que afirmen estar invocant als esperits, ells tenen una mica de dificultat per identificar el mèdium que controla al fantasma. |                                                                                               |                        |                            |                                                     |
| 134 (7.8) | "Season Seven, Time for a wedding!" (Setena Temporada, és Temps Per a unes Noces!)            | 11 de novembre de 2011 | 1.89 milions d'espectadors | Dimonis de la cruïlla                               |
| Durant el seu retir anual prop de Las Vegas, Sam (Jared Padalecki) es troba per casualitat amb algú del seu passat l'enfrontament del qual donarà lloc a una més que inusual situació. Mentrestant, Dean de mala gana forma equip amb un peculiar i tranquil caçador anomenat Garth (estrella convidada DJ Qualls), al moment exacte en què ell es troba en una situació que simplement no pot explicar, el seu germà Sam li anuncia que està a punt de casar-se. |                                                                                               |                        |                            |                                                     |
| 135 (7.9) | "How To Win Friends & Influence Monsters"(Com Guanyar Amics i Influir en Monstres)            | 18 de novembre de 2011 | 1.95 milions d'espectadors | Leviatanes/Zombie                                   |
| Seguit de veure a un possible "Diable de Jersey", Sam, Dean i Bobby intenten descobrir quin monstre està matant a la gent en una ciutat local, mentre es queden allunyats per evitar ser seguits pels Leviatans. Durant la seva cerca, Dean prova una nova hamburguesa en un local, després que ell i Sam entrevistessin al xèrif, que sembla impertèrrit sobre els assassinats. Els tres caçadors decideixen caçar la criatura, creuant-se amb les restes d'un altre Xèrif que havia anat a buscar-lo. En cridar al nou xèrif, també és pres per la criatura; i és finalment disparat per Bobby. Els caçadors aviat descobreixen que el monstre és un zombie-humà i viciós. Mentre descobreixen això, Dean exhibeix símptomes d'estar "drogat" com va estar el Xèrif. Finalment, Sam i Bobby s'adonen que la causa del per què Dean està així (i la majoria de la gent que concorre al local) és el sandwich Turducken, que acaba tenint una substància grisa similar a la qual tenia el zombie. Seguint al proveïdor de la carn, els caçadors descobreixen la base d'operacions dels Leviatans. Es descobreix que els Leviatans estaven treballant en un menjar addictiu dissenyat per subministrar-lo als humans, per facilitar la dominació del món. No obstant això, el líder, Dick, apareix i tanca el projecte a causa dels efectes secundaris - humans zombies - que van aparèixer en els titulars. També despatxa al Dr. Gaines, en col·locar-li un pitet al voltant del seu coll, i obligar-lo a que es mengi a si mateix. Bobby, observant tot, és atacat per un altre Leviatan i portat a Dick, que revela que té plans de menjar a Bobby en el futur, però planeja usar-lo per atreure a Sam i Dean. Els germans entren a l'edifici i alliberen a Bobby, tirant-los als Leviatans aigua química per incapacitar-los. Després escapen, mentre Dick intenta disparar-li a la camioneta. Semblant estar fora de perill, els germans descobreixen, que Bobby ha estat ferit per una de les bales de Dick.   |                                                                                               |                        |                            |                                                     |
| 136 (7.10) | "Death’s Door"(Les Portes de la Mort)                                                         | 2 de desembre de 2011  | 1.88 milions d'espectadors | Leviatanes / Reapers                                |
| Bobby passa la majoria de l'episodi en coma, intentant escapar a través dels seus propis records, mentre una parca segueix en un intent d'assegurar l'ànima de Bobby. Ajudat per una representació del seu vell amic Rufus, descobreix que per escapar del somni deu enfrontar les seves pitjors experiències. Es revela que poc abans que ell va tenir l'obligació d'assassinar-la, Bobby li trenca el cor a la seva esposa en negar-se a tenir fills, motivat per la por de convertir-se en el seu propi pare abusiu. Bobby està determinat a donar-los una combinació secreta de nombres a Sam i Dean al món real, i finalment s'enfronta a la seva memòria de la nit en què ell, de nen, li va disparar i va assassinar al seu pare violent. Dient-li al record del seu pare que va acabar amb dos fills meravellosos i que no va permetre que l'abús de la seva infantesa arruïnés la seva vida, se les arregla per sortir del seu coma prou per escriure els nombres a la mà de Sam, i després d'això, el seu cor es deté. Dins del cap de Bobby, torna a viure un últim record d'una nit amb Sam i Dean mentre que el somni s'esvaeix, i la parca li diu que faci una elecció: deixar anar la seva vida, o quedar-se, i convertir-se en un fantasma. El rellotge de la parca sona mentre la pantalla es posa en negre. |                                                                                               |                        |                            |                                                     |
| 137 (7.11) | "Adventures in babysitting"(Aventures a la Gran Ciutat)                                       | 6 de gener de 2012     | 1.82 milions d'espectadors | Vetala                                              |
| Encara afectat pel que li va ocórrer a Bobby, Dean s'obsessiona massa amb trobar una forma d'acabar amb Dick Roman (estrella convidada James Patrick Stuart). Mentrestant, Sam decideix ajudar a una adolescent (estrella convidada Madison Mclaughlin) a buscar al seu pare (estrella convidada Ian Tracey), un caçador que ha desaparegut. Sam segueix el rastre dels seus últims passos fins a una parada de camions on l'ajuda (estrella convidada Meghan Ory) resulta no ser tan amigable |                                                                                               |                        |                            |                                                     |
| 138 (7.12) | "Time After Time " (Una vegada després d'una altra)                                           | 13 de gener de 2012    | 1.55 milions d'espectadors | Cronos                                              |
| Sam i Dean estan investigant un cas d'assassinats similars, amb momificació de persones, que succeeixen cada pocs anys en diversos llocs. En intentar agafar al sospitós Dean es queda atrapat al 1944 on coneix a un altre caçador que l'ajuda a descobrir que el monstre que busquen és Cronos (Jason Dohring), el tità grec del Temps. Dean s'emociona en ajuntar-se amb aquest nou caçador ja que és ni més ni menys que el famós Eliot Ness (Nicholas Lea); Sam per la seva banda s'uneix a la Xèrif Mills per elaborar una pla amb el qual aconseguir que el seu germà torni al present. Dean i Eliot aconsegueixen una estaca que pot matar a Cronos, i Dean és capaç d'enviar un missatge a Sam des del passat. Aquest aconsegueix una data i hora (11:34) per recuperar-lo, invocant a Cronos. El pla dona resultat i aconsegueixen portar-los a tots dos al present, segons abans que Cronos vagi a matar a Dean. Sam mata a Cronos amb l'estaca i, abans de morir, aquest els diu que pot veure el futur dels germans, el qual es troba replet d'un llot negre (sang de leviatan). |                                                                                               |                        |                            |                                                     |
| 139 (7.13) | "The Slice Girls " (Les Noies Mortals)                                                        | 3 de febrer de 2012    | 1.62 milions d'espectadors | Amazones                                            |
| En aquest episodi, Sam (Jared Padalecki) i Dean (Jensen Ackles) investiguen un misteriós cas en el qual els peus i mans de les víctimes han estat tallats i cadascun ha estat marcat amb un estrany símbol. Mentre Sam realitza la seva recerca a la universitat local, Dean decideix realitzar la seva pròpia recerca en el bar, on comença a parlar amb Lydia (Sara Canning, "The Vampire Diaries"), fins que decideixen anar al seu apartament a passar la nit. El problema d'això és que Sam descobreix que el símbol pertany a les guerreres amazones i Lydia resulta ser una d'elles. Sam descobreix que les amazones busquen homes amb gens forts per reproduir-se, que donen a llum al cap de 36 hores, creixent ràpidament, amb la finalitat d'aconseguir tenir un exèrcit fort d'implacables guerreres. Lydia té una filla de la seva esporàdica relació amb Dean a la qual anomena Emma, però les nenes amazones al cap d'un dia de nascudes arriben a l'edat de 16 anys i han de matar el seu pare per formar part de la tribu. Emma va amb Dean i ell descobrint les seves intencions, li diu que la deixarà anar si promet no tornar i no assassinar ningú, però ella li diu que no i, al moment just en què es torna per assassinar-lo, Sam arriba i la mata d'un tret. |                                                                                               |                        |                            |                                                     |
| 140 (7.14) | "Plucky Pennywhistle's Magic Menagerie"(El valent Flautista del Zoològic Màgic)               | 10 de febrer de 2012   | 1.78 milions d'espectadors | Mag                                                 |
| En aquest episodi, Sam (Jared Padalecki) és forçat a enfrontar-se a un dels seus temors infantils quan un nou cas el porta al costat de Dean (Jensen Ackles) fins a Kansas, per investigar Plucky Pennywhistle's Magical Menagerie, una cadena de pizzeries que realitza aniversaris infantils. En arribar al lloc, Sam i Dean descobreixen que els fills de les víctimes han estat recentment en el restaurant i van dibuixar una imatge del seu major temor, que després es va convertir en realitat per assassinar als seus pares.Mentre Dean deu enfrontar-se a l'home darrere d'aquest misteri, Sam queda sol en la seva batalla amb pallassos malvats. |                                                                                               |                        |                            |                                                     |
| 141 (7.15) | "Repo Man"(Repo Man)                                                                          | 17 de febrer de 2012   | 1.84 milions d'espectadors | Dimonis / Llucifer                                  |
| Sam i Dean investiguen els assassinats d'unes dones que van ser assassinades per un dimoni. Decideixen buscar a Jeffrey, que resulta ser el noi que va ser posseït pel dimoni que assassinava a les dones i els nois havien retornat a l'infern en la seva cerca de Lilith. Finalment, descobreixen que no es tractava del dimoni, sinó que Jeffrey intentava convocar-lo i havia assassinat a aquestes noies perquè necessitava la sang de qui l'havia enviat a l'infern. Segresta al fill de la dona que va ajudar a capturar-lo la primera vegada, amenaçant-la amb matar-lo si ella no l'ajudava a convocar-lo. L'encanteri funciona i el dimoni torna, però no en el cos de Jeffrey perquè ell ja no li serveix. Dean mata a Jeffrey i la mare del noi envia al dimoni a l'infern. Mentrestant, Sam deixa de resistir-se a les visions de Llucifer deixant que aquest l'ajudi a resoldre el cas, però després descobreix que ja no pot tornar a fer-lo desaparèixer. |                                                                                               |                        |                            |                                                     |
| 142 (7.16) | "Out With the Old"(Fos el Vell)                                                               | 17 de març de 2012     | 1.94 milions d'espectadors | Objectes Maleïts / Leviatanes                       |
| Unes misterioses morts succeeixen a causa d'objectes embruixats i els Winchester hauran de recol·lectar-los, la qual cosa els porta a descobrir part del pla dels leviatans amb una mica d'ajuda, al final un personatge mes deixa l'elenc. |                                                                                               |                        |                            |                                                     |
| 143 (7.17) | "The Born-Again Identity"(La Identitat del Re-Nascut)                                         | 23 de març de 2012     | 1.63 milions d'espectadors | Llucifer / Dimonis / Ángeles / Fantasmes            |
| Sam recau novament pel problema de Llucifer i és portat a un centre de rehabilitació mental. Mentre Dean es veu obligat a buscar una solució per al seu germà aquest el condueix a un misteriós personatge, que ha sanat a moltes persones, anomenat Emmanuel, però el que Dean no s'espera és que aquesta persona sigui Castiel que ha perdut tots els seus records de qui és després de l'alliberament dels leviatans del seu cos. Dean li demana a Emmanuel (sense revelar-li que el coneix) que l'ajudi amb el problema mental del seu germà. Aquest accedeix i marxen junts en l'Impala. Mentre gradualment es van acostant on està Sam per sanar-lo, i Dean li parla sobre el seu 'amic Cass' esperant una reacció, diversos dimonis persegueixen a Castiel per als seus propis propòsits però Meg apareix de nou ajudant a Dean a mantenir a Cass fora de perill. En arribar al sanatori i veure el que els espera allí i el que Dean i Meg li diuen, Castiel comença a entendre qui és, i aconsegueix recordar tota la seva vida des que va conèixer a Dean en exorcitzar a tots els dimonis que patrullaven l'hospital. Al final del capítol sentint-se culpable per tot el dolent que ha fet decideix ajudar a Sam absorbint les al·lucinacions de Llucifer que turmenten a aquest; quedant Castiel gairebé catatònic. Sam i Dean decideixen deixar-lo a l'hospital amb Meg cuidant d'ell. |                                                                                               |                        |                            |                                                     |
| 144 (7.18) | "Party on, Garth" (D'acord, Garth)                                                            | 30 de març de 2012     | Fantasmes / Shojo          |                                                     |
| Garth està de tornada per ajudar els Winchesters,-Dean és sorprès amb una trucada de Garth(artista convidat DJ Qualls) demanant ajuda en un cas d'uns germans. Sam i Dean descobreixen que estan enfrontant-se a un Shojo, una criatura Japonesa enviada per venjar-se dels enemics d'uns altres. La pitjor part sobre barallar amb un Shojo?, només el pots veure quan estas begut. Al final de l'episodi es revela la sospita de Dean, Bobby segueix en aquest món tractant, sense èxit de comunicar-se amb els germans. |                                                                                               |                        |                            |                                                     |
| 145 (7.19) | "Of Greu Importance " (De Summa Importància)                                                  | 20 d'abril de 2012     | Fantasmes                  |                                                     |
| Sam i Dean reben una trucada de Annie Hawkins, una vella amiga, demanant ajuda en un cas. Quan arriben a la ciutat, descobreixen que Annie ha desaparegut. Ells segueixen el seu rastre portant-los a una vella casa abandonada que és habitada per un poderós fantasma. Mentrestant Bobby atrapat a la seva petaca, aprèn a la casa abandonada la forma de comunicar-se amb Sam i Dean. |                                                                                               |                        |                            |                                                     |
| 146 (7.20) | "The Girl with the Dungeons and Dragons Tattoo"(La Noia Amb El Tatuatge De Dracs I Masmorres) | 27 d'abril de 2012     | 2.01 milions d'espectadors | Leviatanes                                          |
| Dick Roman adquireix el disc dur de Frank que conté una delicada informació sobre els Winchester i li dona a una hacker brillant anomenada Charlie dient-li que té 48 hores per trencar el firewall o que serà acomiadada. Sam i Dean s'assabenten que Dick té el disc dur i s'apressen per arribar a Charlie abans que ella trenqui el codi. Sam i Dean amb l'ajuda de Charlie descobreixen que Dick planeja recollir el misteriós objecte que havia estat desenterrant tot aquest temps. Mentrestant, Bobby intenta ajudar els germans, però la seva ràbia cap a Dick per haver-lo matat comença a posar-se en el seu camí. |                                                                                               |                        |                            |                                                     |
| 147 (7.21) | "Reading Is Fonamental"(Llegir És Fonamental)                                                 | 4 de maig de 2012      | 2.01 milions d'espectadors | Leviatanes/Ángeles                                  |
| Meg truca a Dean i Sam i els diu que Castiel està despert i parlant. Ells per fi descobreixen el que Dick volia, la Paraula de Déu, la qual conté la clau de com matar a un Leviatan. Mentrestant, un adolescent anomenat Kevin és colpejat per un raig i es converteix en un profeta. Sam i Dean creuen que Kevin és la clau per desxifrar la Paraula de Déu i derrotar els leviatans no sense abans lluitar contra dos àngels que el volen per a les seves pròpies finalitats, i contra Dick i els seus leviatans. |                                                                                               |                        |                            |                                                     |
| 148 (7.22) | "There Will Be Blood"(Hi haurà Sang)                                                          | 11 de maig de 2012     | 2.01 milions d'espectadors | Leviatanes/Vampirs                                  |
| Amb la finalitat de derrotar a Dick Roman i els leviatans, Sam i Dean deu aconseguir tres substàncies importants. Castiel ajuda amb una, però per als últims objectes, els Winchester han d'enfrontar-se a dos dels seus més forts oponents - un Alfa i Crowley. Crowley accedeix però els expressa que seria perillós ajudar-los abans, així que ell col·laborarà a l'últim moment, la qual cosa porta als germans a la caça d'un monstre alfa. Mentrestant, Bobby intenta un nou truc de fantasmes que acaba sent molt perillós. |                                                                                               |                        |                            |                                                     |
| 149 (7.23) | "Survival of the Fittest"(La Supervivència Del Més Fort)                                      | 18 de maig de 2012     | 2.01 milions d'espectadors | Leviatanes                                          |
| Dean i Sam es preparen per a la batalla amb Dick Roman. Dick està en la fase final del seu pla i els Winchester han de formar equip amb un Castiel renuent a barallar, un Bobby fora de si, Meg la dimoni i Kevin, el profeta, per detenir-lo. No obstant això, Dick és un dels més intel·ligents enemics que han hagut d'enfrontar i ha capturat a Crowley abans que els Winchester puguin aconseguir el que necessitaven d'ell. Crowley "aparentment" ha traït a Dick Roman i els ha donat l'ingredient final a Sam i Dean per a l'arma final, però els germans no estan molt segurs de confiar en ell. Mentrestant Bobby està més i més prop de convertir-se en un esperit venjatiu. |                                                                                               |                        |                            |                                                     |